# USS Evans (DD-78)
USS Evans (DD–78) là một tàu khu trục thuộc lớp Wickes của Hải quân Hoa Kỳ được chế tạo vào cuối Chiến tranh Thế giới thứ nhất; sau đó được chuyển cho Hải quân Hoàng gia Anh Quốc như là chiếc HMS Mansfield vào đầu Chiến tranh Thế giới thứ hai. Tên của nó được đặt theo Chuẩn đô đốc Robley Dunglison Evans.

## Thiết kế và chế tạo
Chiếc tàu chiến đầu tiên của Hải quân Mỹ mang cái tên USS Evans được hạ thủy vào ngày 30 tháng 10 năm 1918 tại xưởng đóng tàu Bath Iron Works ở Bath, Maine; được đỡ đầu bởi Bà D. N. Sewell, cháu nội Chuẩn đô đốc Evans, và được đưa ra hoạt động vào ngày 11 tháng 11 năm 1918 dưới quyền chỉ huy của Hạm trưởng, Trung tá Hải quân Frank H. Sadler.

## Lịch sử hoạt động

### USSEvans
Sau đợt huấn luyện và trang bị, kể cả chuyến đi đầu tiên đến khu vực quần đảo Azores, Evans khởi hành từ Newport, Rhode Island vào ngày 10 tháng 6 năm 1919 để đi sang vùng biển Châu Âu, nơi nó hoạt động cho đến ngày 22 tháng 8 trước khi quay trở về New York. Nó lại lên đường một lần nữa vào ngày 11 tháng 9, và sau khi tuần tra ngoài khơi khu vực Trung Mỹ đã đi đến cảng nhà mới được chỉ định, San Diego California, vào ngày 14 tháng 11.
Trong hai năm tiếp theo, Evans tham gia các cuộc thực tập huấn luyện dọc suốt bờ biển Thái Bình Dương trải từ Valparaíso, Chile cho đến Astoria, Oregon. Nó được đưa về lực lượng dự bị tại San Diego vào ngày 6 tháng 10 năm 1921 và ngừng hoạt động vào ngày 29 tháng 5 năm 1922. Được huy động trở lại vào ngày 1 tháng 4 năm 1930, nó hoạt động tại khu vực San Diego trong sáu tháng, rồi được giao nhiệm vụ huấn luyện nhân sự hải quân dự bị tại New York, nơi nó đi đến vào ngày 6 tháng 12 năm 1930. Chiếc tàu khu trục quay trở lại San Diego vào ngày 26 tháng 3 năm 1932, để hoạt động cùng với Hải đội Chiến trận trong các chuyến đi huấn luyện và thực hành dọc theo bờ Tây và tại các vùng biển Hawaii và Alaska.
Sau một đợt ngừng hoạt động khác từ ngày 31 tháng 3 năm 1937 đến ngày 30 tháng 9 năm 1939, Evans đi đến Key West, Florida vào ngày 11 tháng 12 năm 1939 làm nhiệm vụ Tuần tra Trung lập tại khu vực quần đảo Antilles và thực tập tại nhiều phần khác nhau trong vùng biển Caribe. Vào ngày 24 tháng 9 năm 1940, nó rời Key West đi Halifax, Nova Scotia, nơi nó được xuất biên chế vào ngày 23 tháng 10 năm 1940, và được chuyển cho Hải quân Hoàng gia Anh trong khuôn khổ Thỏa thuận đổi tàu khu trục lấy căn cứ.

### HMSMansfield- HNoMSMansfield

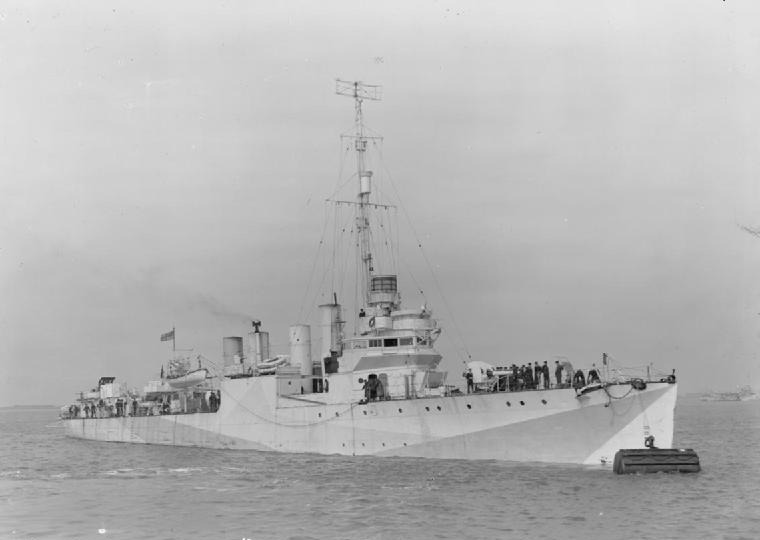
HMS Mansfield tại một phao neo trên sông Medway, tháng 8 năm 1942

Được đưa vào hoạt động như là HMS Mansfield, một chiếc thuộc lớp Town, chiếc tàu khu trục có quãng đời hoạt động tiếp theo mang tính quốc tế thực sự. Từ tháng 12 năm 1940 đến tháng 3 năm 1942, nó được Hải quân Hoàng gia Na Uy thuộc Chính phủ Na Uy lưu vong mượn. Trong thời gian này, nó đã tấn công một xưởng chế biến dầu cá tại Øksfjord gần Hammerfest, Na Uy, đang dưới sự kiểm soát của phe Đức Quốc xã. Đội đổ bộ từ con tàu đã phá hủy các thiết bị quan trọng của xưởng, và tìm cách bắt giữ tên thủ lĩnh phát-xít (quisling) người Na Uy tại địa phương, nhưng hắn đã trốn thoát. Với thủy thủ đoàn người Na Uy, chiếc tàu khu trục còn đảm nhiệm vai trò hộ tống tại Bắc Đại Tây Dương, tiếp tục nhiệm vụ quan trọng này kể cả sau khi được hoàn trả cho Hải quân Hoàng gia. Mansfield được cải biến cho nhiệm vụ hộ tống tàu buôn, khi nó được tháo dỡ ba trong số các khẩu pháo 4 in (100 mm)/50 caliber và một trong số các bệ ống phóng ngư lôi ba nòng nhằm giảm bớt trọng lượng bên trên, đồng thời bổ sung vũ khí chống tàu ngầm gồm mìn sâu và súng cối nhiều nòng chống tàu ngầm (Hedgehog). Mansfield được chuyển cho Hải quân Hoàng gia Canada và phục vụ cùng Lực lượng Hộ tống Tại chỗ phía Tây đặt căn cứ tại Halifax và St. John's. Với sự sẵn sàng của nhiều tàu hộ tống mới, vào tháng 11 năm 1943, chiếc tàu khu trục từng phục vụ cho hải quân bốn nước được đưa về vai trò dịch vụ bảo trì sửa chữa tại Halifax, và vào ngày 22 tháng 6 năm 1944 nó được cho ngừng hoạt động rồi bị tháo dỡ vào năm 1945.
Chiếc chuông của con tàu, vẫn còn mang dòng chữ "USS Evans", hiện đang được lưu giữ tại Bảo tàng Hàng hải Đại Tây Dương ở Halifax, Nova Scotia.